# Sto dney do prikaza
Sto dney do prikaza (Сто дней до приказа) è un film sovietico del 1990 diretto da Hussein Erkenov.